# Cassandra Peterson
Cassandra Peterson, född 17 september 1951 i Manhattan, Kansas, är en amerikansk skådespelerska, mest känd under sitt alter ego, Elvira. 
Liksom föregångaren Vampira, var Elvira värd för ett TV-program som visade skräckfilmer. Sedan har två långfilmer gjorts med Elvira, Elvira - Mistress of the Dark (1988) och Elvira's Haunted Hills (2001). 1989 blev hon stämd av Maila Nurmi, som tyckte att Elvira var ett plagiat av hennes karaktär Vampira, men stämningen avfärdades. 
Förutom som Elvira har Peterson även medverkat i en rad andra filmer, bland andra Undan för äss (1983) och Kung Salomos sk(r)att II - Den förvunna guldstaden (1987).